# Salujärv (Saaremaa)
Salujärv, auch Karala Salujärv oder Savijärv, ist ein natürlicher See in der Landgemeinde Saaremaa im Kreis Saare auf der größten estnischen Insel Saaremaa. 270 Meter vom 3,3 Hektar großen See entfernt liegt der Ort Karala und 750 Meter entfernt liegt die Ostsee. Mit einer maximalen Tiefe von einem Meter ist er sehr seicht.